# Oryzomys gorgasi
Oryzomys gorgasi é uma espécie de roedor da família Cricetidae.
Apenas pode ser encontrada na Colômbia.